# Ib Glindemann
Ib Niels Carl Glindemann (Kopenhagen, 27 september 1934 - 5 april 2019) was een Deense jazz-trompettist, componist en bigband-leider.
Glindemann studeerde van 1952 tot 1956 trompet aan het conservatorium van Kopenhagen. In die tijd leidde hij de amateur-bigband Skyliners, die nummers in de stijl van Stan Kenton speelde. In 1956 leidde hij als theatermusicus een bigband van zestien man, waarmee hij opnames maakte. In 1958 werd hij muziekchef van de bigband van de net gestarte zeezender Radio Mercur. Tussen 1962 en 1964 was hij leider van Horsens Byorkester en tot 1968 leidde hij het Neue Tanzorchester van Danmarks Radio. Hierna concentreerde hij zich onder meer op het componeren van soundtracks voor films. In 1994 maakte hij een comeback met een bigband, waarmee hij ook optrad en een aantal albums maakte.
In 2005 kreeg hij in de categorie 'bandleader of excellence' de Deense Django d'Or.

## Discografie
- The Man Who Wanted to Be Guilty/The Traitors, Olufsen Records, 1991
- Ib Glindemann and His Danish Big Band, 1999
- 50 Years on Stage, Edel Mega, 2002
- Ping-Pong, Edel Mega, 2002
- Fontana Presenting Ib Glindemann & His 1963, Universal, 2004
- A String of Pearls, Playground Records, 2007